# Менди, Формоз (футболист, 2001)
Формо́з Менди́ (фр. Formose Mendy; род. 2 января 2001, Дакар) — сенегальский футболист, защитник клуба «Лорьян» и сборной Сенегала.

## Клубная карьера
Менди — воспитанник клубов «Лару Салам», португальского «Порту» и бельгийского «Брюгге». В 2021 года Формоз подписал первый профессиональный контракт с французским «Амьеном». 24 июля в матче против «Осера» он дебютировал в Лиге 2. 24 сентября в поединке против «Нанси» Формоз забил свой первый гол за «Амьен».   

## Международная карьера
В 2019 году в составе молодёжной сборной Сенегала Менди принял участие в молодёжном Кубке Африки в Нигере. На турнире но сыграл в матчах против команд Ганы, Буркина-Фасо, ЮАР и дважды Мали. В том же году Менди стал участником молодёжного чемпионата мира в Польше. На турнире он сыграл в матче против команды Польши.
24 сентября 2022 года в товарищеском матче против сборной Боливии Менди дебютировал за сборную Сенегала.